# Tour de Misuri
El Tour de Misuri era una carrera ciclista por etapas que se disputaba en Misuri (Estados Unidos) durante el mes de septiembre de cada año desde el año 2007 hasta el 2009. La carrera comenzaba en Kansas City y acaba en San Luis. 
El primer ganador de la prueba fue George Hincapie y el corredor que más etapas ha ganado es el británico Mark Cavendish, con cinco.
Desde su creación en 2007, estuvo encuadrada en la categoría 2.1 del UCI America Tour pasando en 2009 a la máxima categoría, 2.HC.

## Palmarés
| Año  | Ganador               | Segundo            | Tercero          |
| ---- | --------------------- | ------------------ | ---------------- |
| 2007 | George Hincapie       | William Frischkorn | Dominique Rollin |
| 2008 | Christian Vande Velde | Michael Rogers     | Svein Tuft       |
| 2009 | David Zabriskie       | Gustav Larsson     | Marco Pinotti    |

## Palmarés por países
| País           | Victorias |
| -------------- | --------- |
| Estados Unidos | 3         |